# Aliud pro alio
Il brocardo latino Aliud pro alio (letteralmente "qualcosa per qualcos'altro"), indica, nel diritto civile, la totale difformità, materiale o giuridica, del bene consegnato (per esempio in una compravendita), e la sua conseguente inidoneità a svolgere la funzione economico sociale che sarebbe propria del bene non difforme. Difformità da valutarsi sia in base alle aspettative del compratore, sia in base agli stessi accordi fondanti il rapporto stesso.

## Forme di tutela
Il compratore che dovesse riscontrare tale difformità sarà tutelato dalla disciplina generale sulla risoluzione per inadempimento dei contratti a prestazioni corrispettive ex art. 1453 e seg. c.c.
Infatti attraverso tale formula si indica una forma di inadempimento contrattuale nelle obbligazioni a prestazioni corrispettive.

## Riferimenti normativi
Codice Civile